# Chrotomys gonzalesi
Chrotomys gonzalesi es una especie de roedor de la familia Muridae.

## Distribución geográfica
Son endémicos de Monte Isarog, en Luzón (Filipinas).

## Hábitat
Su hábitat natural son: clima tropical o clima subtropical bosques áridos.